# Winnipeg Art Gallery–Qaumajuq
Die Winnipeg Art Gallery-Qaumajuq (WAG-Qaumajuq) ist Kanadas älteste öffentliche Kunstgalerie, die 1912 gegründet wurde und ihren Sitz in Winnipeg, Manitoba, hat. Sie ist besonders für ihre bedeutende Sammlung von Inuit-Kunst bekannt, die als weltweit größte öffentlich zugängliche Sammlung dieser Art gilt. Die Galerie dient als kulturelles Zentrum für die Präsentation und Förderung von Kunst aus Kanada und darüber hinaus.

## Architektur

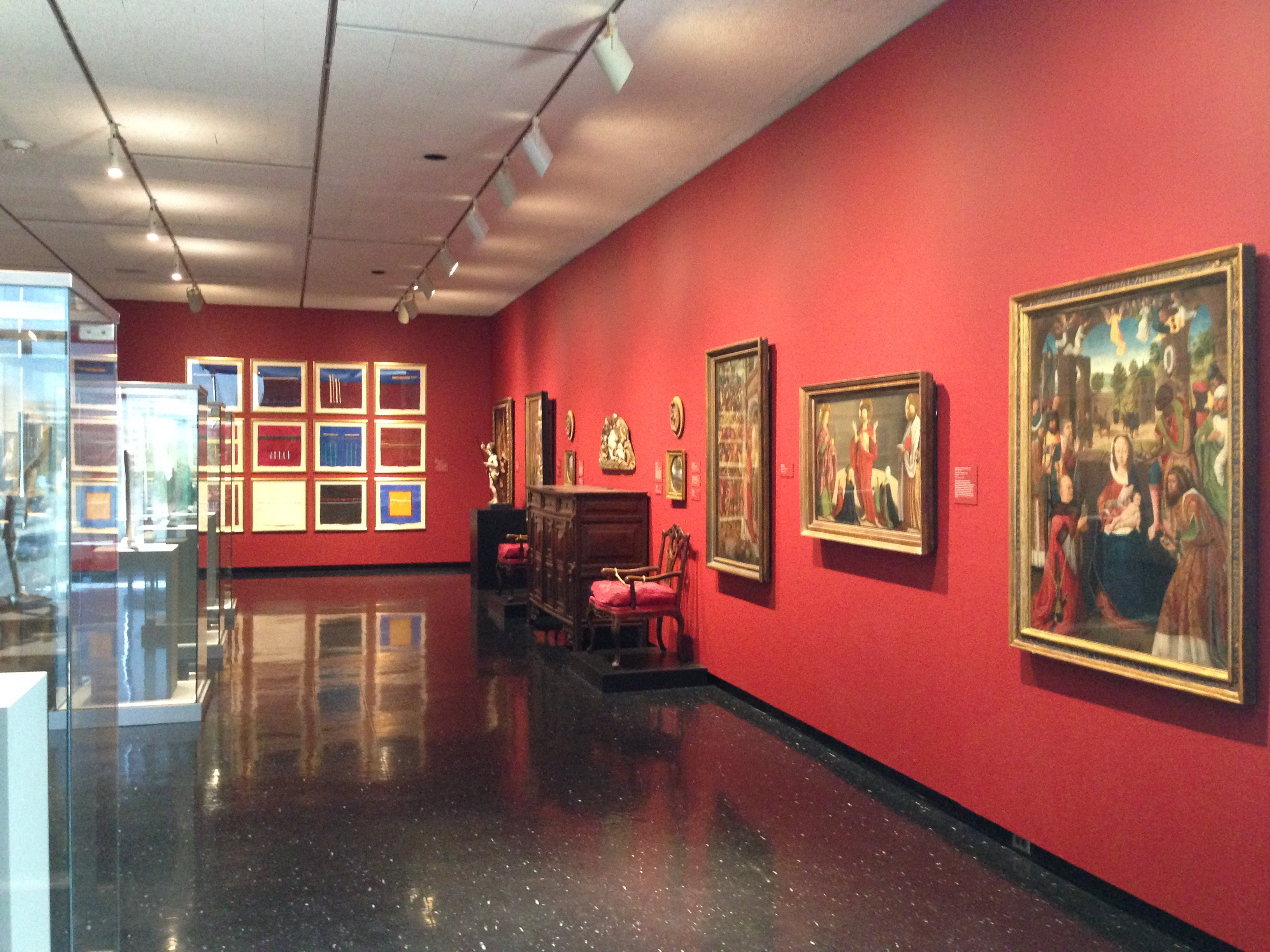
Gemäldegalerie Alte Meister

Das Hauptgebäude der Galerie wurde von Gustavo da Roza entworfen und im Januar 1972 eröffnet. Ein markanter Erweiterungsbau ist das Qaumajuq Inuit Art Centre, das 2021 eröffnet wurde. Das moderne Gebäude mit seiner geschwungenen Fassade aus weißem Granit erinnert an arktische Landschaften und bietet einzigartige Ausstellungsräume, darunter den „Visible Vault“, eine Glasvitrine mit über 5000 Inuit-Skulpturen, die auf mehreren Ebenen zu sehen sind.

## Sammlungen
Die Sammlungen umfassen Werke kanadischer und internationaler Künstler, wobei der Schwerpunkt auf zeitgenössischer und historischer Inuit-Kunst liegt. Die Hauptgalerie des Qaumajuq, „Qilak“ (Inuktitut für „Himmel“), bietet 800 Quadratmeter Ausstellungsfläche und wird von Tageslicht durchflutet. Sie wird ergänzt durch kleinere Galerien und Multimedia-Räume für Sonderausstellungen und Veranstaltungen.
Die Sammlungen sind in neun Bereiche gegliedert:

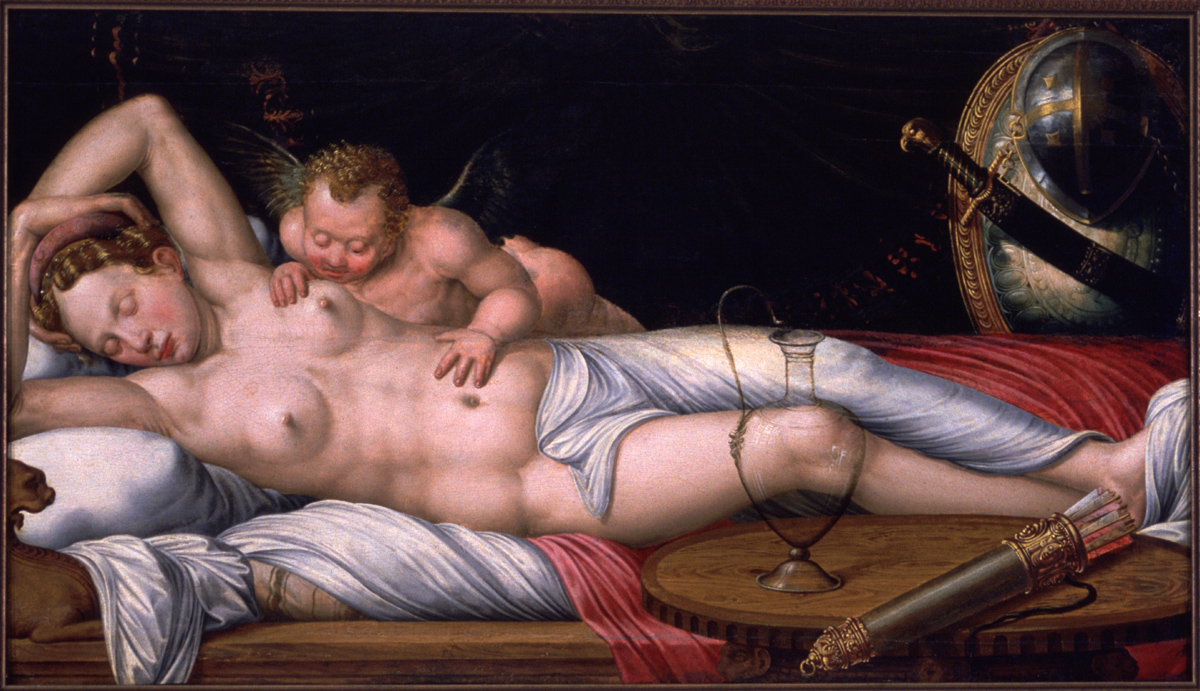
Unbekannter flämischer Meister: Venus und Amor, 1540

(1) NUNAVUT. Im Jahr 2015 wurde zwischen dem Ministerium für Kultur und Kulturerbe und WAG-Qaumajuq eine Vereinbarung über die Ausleihe von rund 7400 Werken aus der Kunstsammlung von Nunavut getroffen. Diese Vereinbarung bietet der Öffentlichkeit die einmalige Gelegenheit, diese Werke zu sehen, die seit mehr als zwei Jahrzehnten im Prince of Wales Northern Heritage Centre aufbewahrt wurden. Die Kunstsammlung reicht von den 1870er Jahren bis heute und umfasst Tausende von Skulpturen, Drucken, Zeichnungen, Artefakten und Textilien von Künstlern wie Kenojuak Ashevak, Osuitok Ipeelee, Jesse Oonark, Kananginak Pootoogook, Pauta Saila und Irene Avaalaaqiaq Tiktaalaaq.

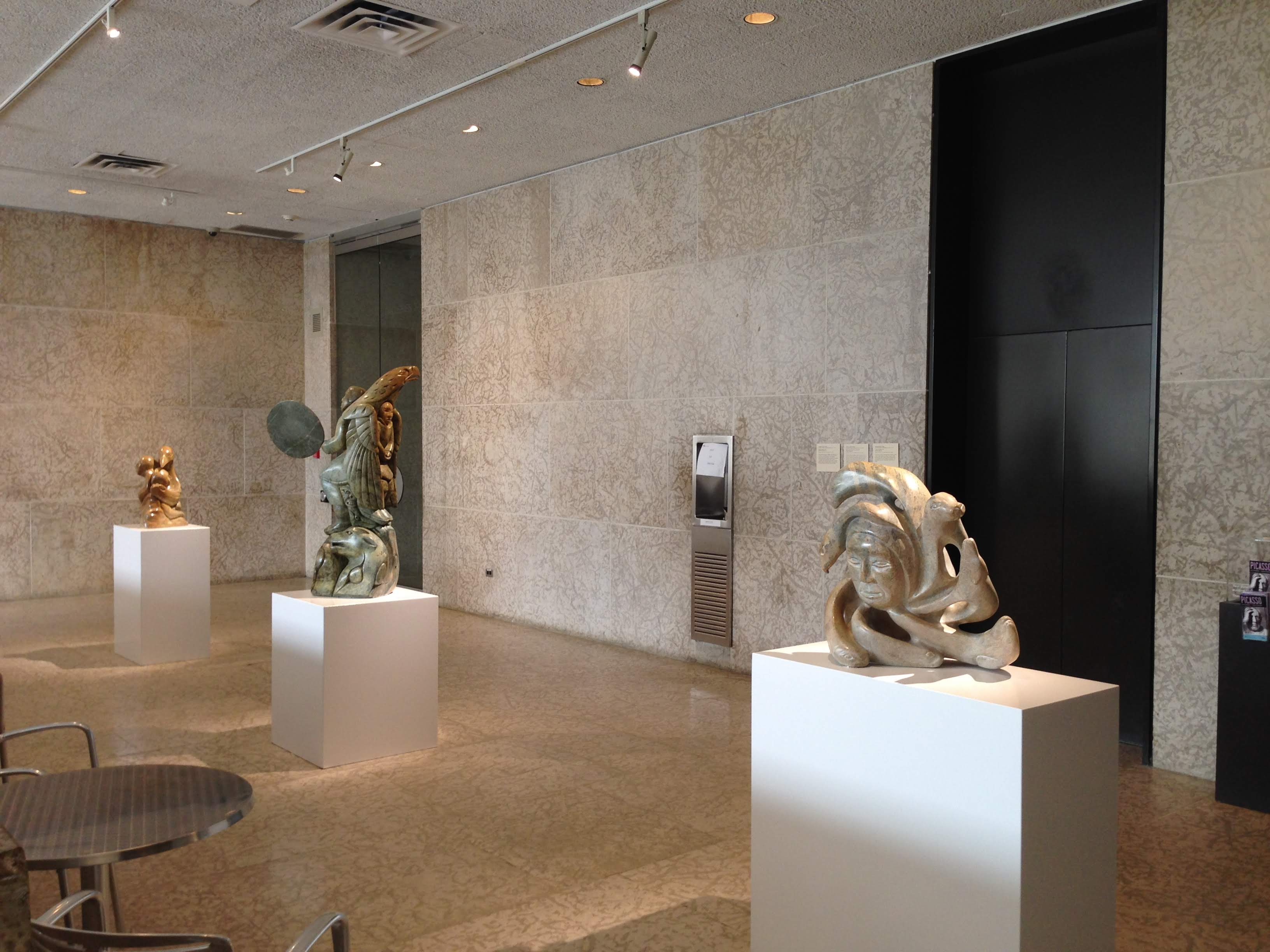
Skulpturensaal

(2) GRAFIKEN & ZEICHNUNGEN. Arbeiten auf Papier machen fast die Hälfte der Sammlung des WAG-Qaumajuq aus: 5000 Zeichnungen und mehr als 7.000 Druckgrafiken. Die Sammlung umfasst herausragende Beispiele von barocken italienischen und niederländischen Tuschezeichnungen bis hin zu zeitgenössischen Inuit-Steinschnitten. Ein bedeutender Teil der Aquarelle und Tuschezeichnungen von Künstlern wie Peter Rindisabacher, William Hind und Frances Hopkins ist eine wichtige Dokumentation des Lebens in Manitoba im 19. Jahrhundert. Die spätere Sammlung der WAG-Qaumajuq umfasst Werke bedeutender kanadischer Künstler wie Ozias Leduc, Carl Schaefer, Ernst Lindner und David Blackwood. Hinzu kommt eine umfangreiche Sammlung zeitgenössischer Arbeiten auf Papier, darunter Collagen von Paul Butler und Simon Hughes sowie Aquarelle von Marcel Dzama. WAG-Qaumajuq besitzt auch eine wachsende Sammlung zeitgenössischer Inuit-Zeichnungen, darunter Werke von Shuvani Ashoona, Tim Pitsiulak, Ningiukulu Teevee und Annie Pootoogook.

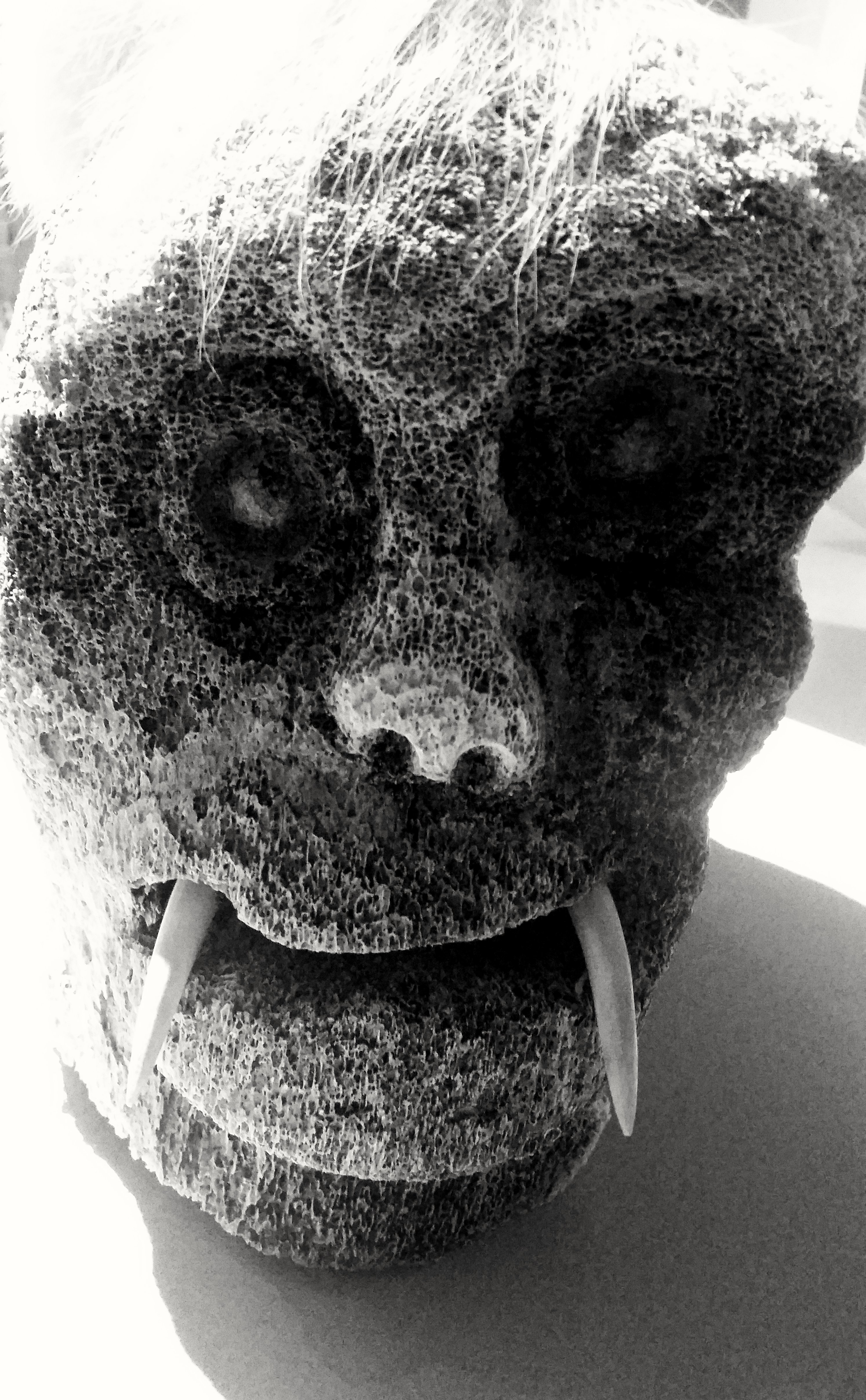
Skulptur aus Walknochen

(3) FOTOGRAFIE & VIDEO. Die Foto- und Videosammlung von WAG-Qaumajuq umfasst eine Mischung aus internationalen, nationalen und lokalen Werken. Die Galerie begann in den 1980er Jahren mit dem Sammeln von Fotografie und Videokunst. Heute umfasst die Sammlung der Galerie 1500 Fotografien und Videos, darunter Werke von internationalen Größen wie André Kertész, Alexander Michailowitsch Rodtschenko, Edward Steichen, Henri Cartier-Bresson, Irvin Penn, Harold Edgerton und Diane Arbus. Darüber hinaus besitzt WAG-Qaumajuq eine umfangreiche Sammlung zeitgenössischer kanadischer und amerikanischer Fotografie von Künstlern wie Ken Lum, Lynne Cohen, Suzy Lake, Joan Jonas, Ian Wallace und Edward Burtynsky. WAG-Qaumajuq beherbergt auch Foto- und Videoarbeiten von national und international bekannten Fotografen aus Manitoba wie David McMillan, John Paskievich, Diana Thorneycroft, Larry Glawson, William Eakin und Sarah Anne Johnson.
(4) AMERIKANISCHE UND EUROPÄISCHE KUNST. Dank einer bedeutenden Schenkung der Verwandten des anglo-irischen Adligen Standish Vereker, des 7. Viscount Gort, im Jahr 1970 beherbergt WAG-Qaumajuq eine der schönsten Kunstsammlungen der flämischen und deutschen Renaissance in Westkanada, darunter die Werke des Meisters der Ansicht der Heiligen Gudula, Lucas Cranach des Älteren und Bartholomäus Bruyn des Jüngeren.
Die Sammlung des WAG-Qaumajuq umfasst auch Werke bedeutender britischer Künstler, von John Everett Millais über James Innes bis hin zu Barbara Hepworth. Die Sammlung französischer Kunst des 19. und 20. Jahrhunderts umfasst Werke von Anton Mauve, Henri Fantin-Latour, Jean-Baptiste-Camille Corot, Eugène Boudin, Marc Chagall und Yves Klein. Bekannt ist die Galerie auch für eine der weltweit umfangreichsten Sammlungen von Werken des deutschen Expressionisten Walter Gramatté sowie von Karl Schmidt-Rottluff, Egon Schiele und Erich Heckel. Ein weiterer Sammlungsschwerpunkt ist das amerikanische 20. Jahrhundert mit Werken von Künstlern wie Jules Olitski, Alexander Archipenko, Dennis Oppenheim, Ben Shonzeit, Dan Flavin und Sol LeWitt.

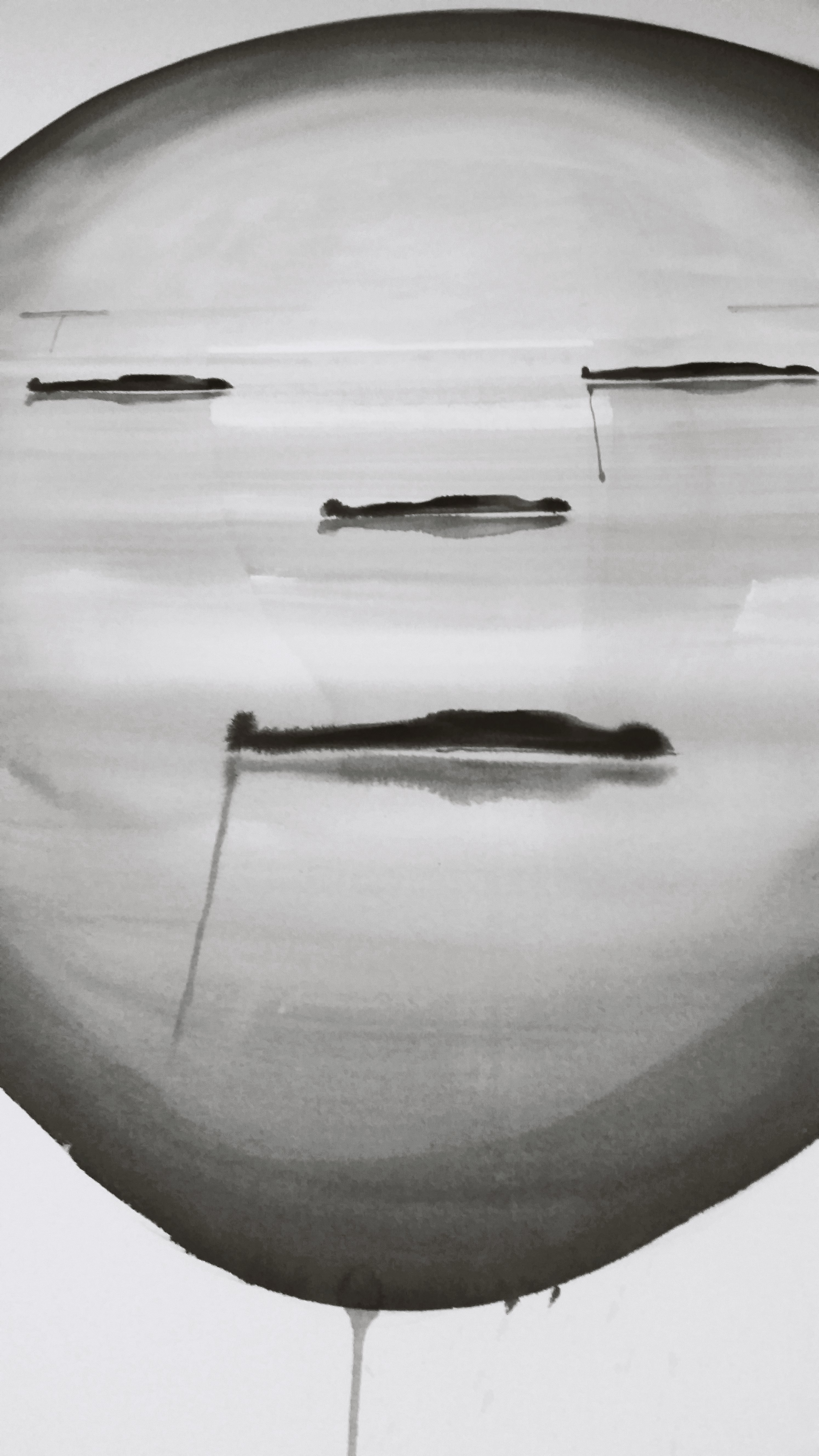
Kunstwerke von Wanda Koop

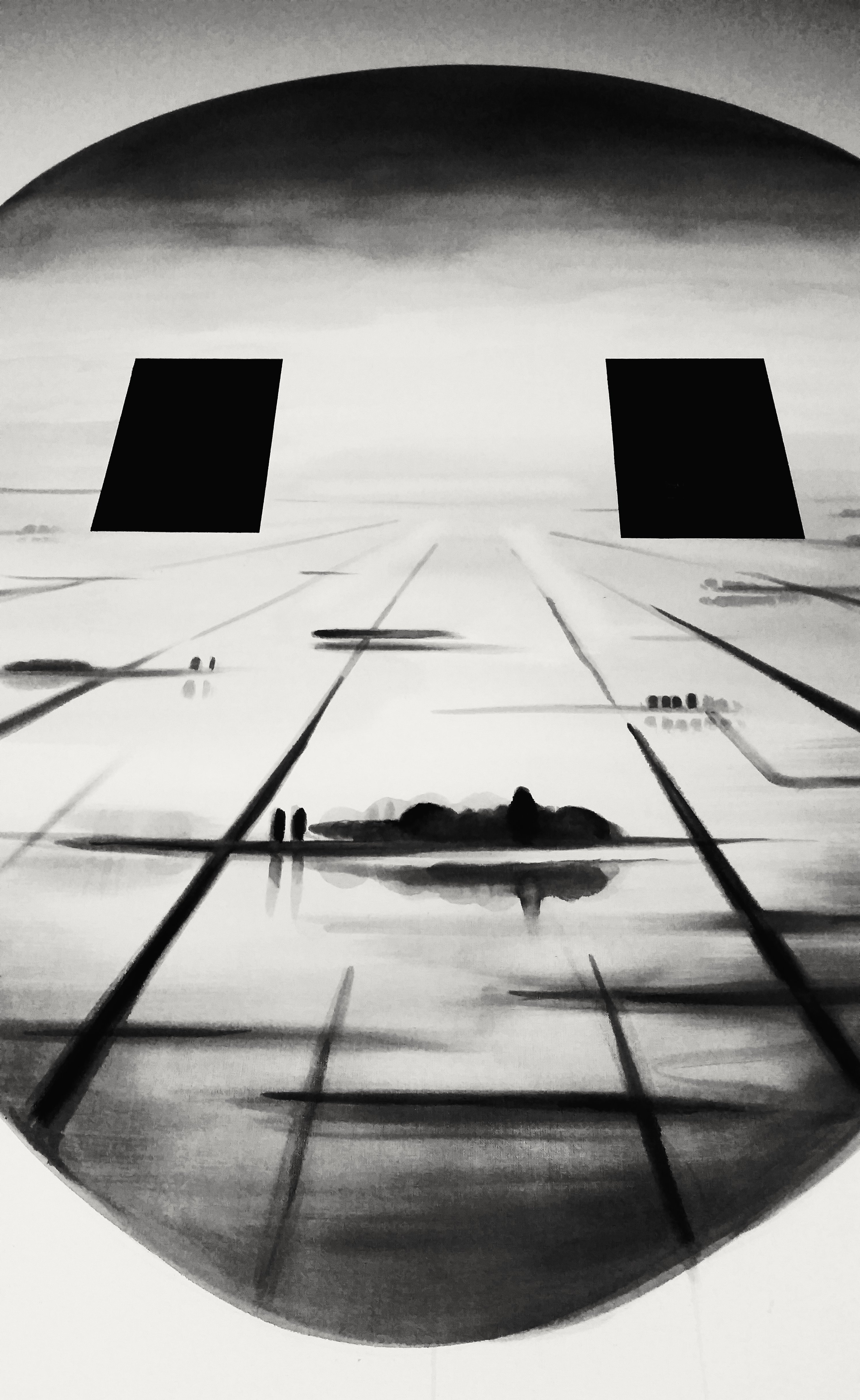

(6) DEKORATIVE KUNST. Das WAG-Qaumajuq begann in den 1950er Jahren mit dem Sammeln von Kunsthandwerk und hat seitdem über 4000 Keramik-, Glas-, Metall- und Textilobjekte aus dem 17. bis 21. Jahrhundert, die zu den besten Werken Kanadas gehören. Sie erzählen die Geschichte der Entwicklung britischer Keramiker wie William de Morgan und Töpfereien wie Minton, der Entdeckung der Porzellanformel und des Einflusses chinesischer Muster auf die europäische Produktion. Die Kunstgewerbesammlung bietet einen umfassenden Überblick über das Glas des späten 19. und frühen 20. Jahrhunderts mit besonderem Schwerpunkt auf Art Nouveau und Art déco der berühmten Glasmanufakturen von Émile Gallé, Tiffany, Steuben Glass Works und Lalique. Die Silbersammlung ist eine der besten des Landes und konzentriert sich auf britische und kanadische Haushalts- und Kirchengegenstände von Künstlern wie Robert Cruickshank, Digby Scott, Benjamin Smith und Paul Storr.
(7) ZEITGENÖSSISCHE KUNST. Die Kunstsammlung des WAG-Qaumajuq umfasst Gemälde, Arbeiten auf Papier, Skulpturen und Installationen, die seit den 1980er Jahren entstanden sind. Besonders umfangreich ist die Sammlung von Werken zeitgenössischer Künstler mit Bezug zu Winnipeg und Manitoba, darunter Wanda Koop, General Idea, Cliff Eyland, Aganetha Dyck, Janet Werner, Micha Lexier, Karel Funk, Melanie Rocan, Alison Norlen, Jon Pylypchuk und Marcel Dzama. WAG-Qaumajuq beherbergt die Werke vieler anderer bedeutender zeitgenössischer kanadischer Künstler wie FASTWÜRMS, Ken Lum und Stan Douglas, aber auch internationaler Künstler wie Denis Oppenheim, Joan Jonas, Jack Goldstein, Ingrid Calame und Jonathan Lasker.
(8) INDIGENE KUNST. Der Großteil der indigenen Sammlung des WAG-Qaumajuq - etwas mehr als 12.000 Objekte - besteht aus Schnitzereien, Zeichnungen, Drucken und Textilien von Inuit-Künstlern wie Kiugak Ashoona, Oviloo Tunnillie und Abraham Anghik Ruben. Das WAG-Qaumajuq befindet sich auf dem Territorium des Vertrages Nr. 1, der Heimat der Anishinaabe, Ininiwak, Anishiniwak, Dakota, Dene und Métis, und konzentriert sich auf eine wachsende Sammlung von Werken von Künstlern der First Nations und Métis mit starken Verbindungen zu Manitoba, darunter Norval Morrisseau, Daphne Odjig und Robert Houle. Zunehmend sind auch jüngere Generationen zeitgenössischer indigener Künstler aus ganz Kanada und darüber hinaus vertreten, darunter Kent Monkman, K. C. Adams, Meryl McMaster, Ursula Johnson, Joi T. Arcand und Jonathan Jones.
(9) KANADISCHE KUNST. Die Sammlung historischer und moderner kanadischer Kunst von WAG-Qaumajuq, die das 19. und 20. Jahrhundert umfasst, gehört zu den besten des Landes. Besonders umfangreich ist die Sammlung mit Werken von Künstlern von nationaler Bedeutung, die mit Winnipeg und Manitoba verbunden sind: Dazu zählen Peter Rindisbacher, Mary Ritter Hamilton, W.J. Phillips, L.L. FitzGerald, Bertram Brooker, William Kurelek und Ivan Eyre. Gemälde des 19. Jahrhunderts von Cornelius Kreighoff, George Reid und Homer Watson, moderne kanadische Landschaftsmalerei von Tom Thomson, Emily Carr und der Gruppe der Sieben, figurative Modernisten wie J.W. Morrice, David Milne, Elizabeth Wyn Wood, Prudence Heward und Christiane Pflug sowie herausragende Beispiele der abstrakten Moderne der Jahrhundertmitte von Jean-Paul Riopelle, Paul-Émile Borduas und Jack Bush.